# Eivør
Eivør  är Eivør Pálsdóttirs tredje soloalbum. Albumet släpptes år 2004.

## Låtlista
1. Við gegnum tvö (isländska)
2. Only a friend of mine (engelska)
3. Om jag vågar (svenska)
4. Sweet sweet song (engelska)
5. Where are the Angels (engelska)
6. Mín móðir (färöiska)
7. Ég veit þú kemur í kvöld til mín (isländska)
8. If I needed you (engelska)
9. Mær leingist (färöiska och engelska)
10. Må solen alltid skina (svenska)
11. Trøllabundin (färöiska)